# Gerhold K. Becker

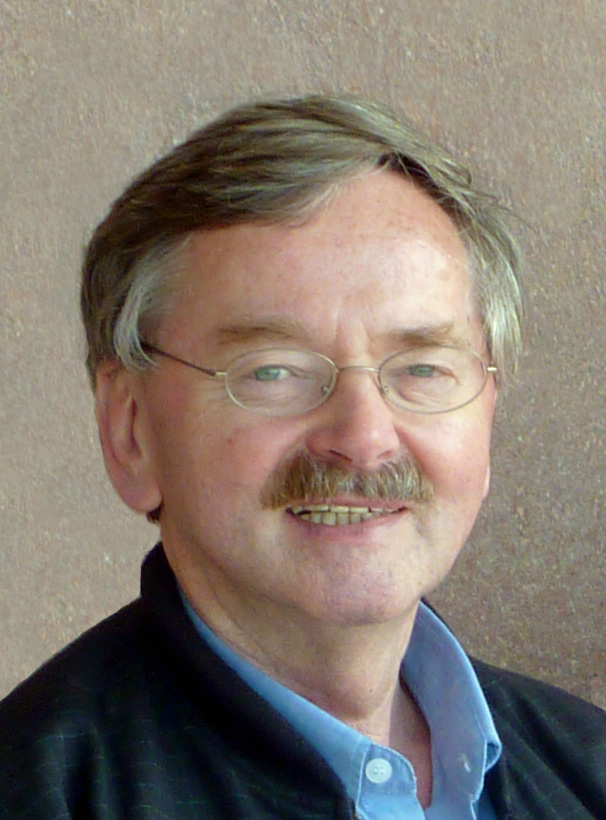
Gerhold K. Becker

Gerhold K. Becker (* 22. Juli 1943 in Bad Salzschlirf, Hessen) ist ein deutscher Philosoph.

## Leben
Gerhold K. Becker wuchs als ältester Sohn des Geigers Josef Becker und seiner Frau Agnes, geb. Goldbach, in Bad Salzschlirf auf. Nach dem Abitur am humanistischen Domgymnasium in Fulda  studierte er Philosophie und Theologie an den Universitäten Frankfurt am Main, Heidelberg und München, u. a. bei Hans-Georg Gadamer, Dieter Henrich, Hermann Krings, Robert Spaemann, Michael Theunissen, Ernst Tugendhat und Heinrich Fries, Alois Grillmeier, Wolfhart Pannenberg, Karl Rahner, Trutz Rendtorff sowie Eugen Biser, bei dem er mit einer Arbeit über das Denken von Ernst Troeltsch summa cum laude promovierte. 1975 bis 1986 lehrte Becker als Wissenschaftlicher Assistent, später Akademischer Rat am Institut für Christliche Weltanschauung und Religionsphilosophie der Ludwig-Maximilians-Universität München. In dieser Zeit lernte er seine spätere Frau, die Musikwissenschaftlerin und Konzertpianistin Siglind Bruhn, kennen. Im Januar 1986 folgte Becker einem Ruf an das Department of Religion and Philosophy der späteren Hong Kong Baptist University. 1991 gründete Becker Hong Kongs (und Südostasiens) erstes Zentrum für angewandte Ethik, das er anschließend zehn Jahre lang leitete. 1992 wurde er als ordentliches Mitglied in die Europäische Akademie der Wissenschaften und Künste gewählt. 1996 berief ihn die Hong Konger Regierung in den Rat für Reproduktionsmedizin; 2000 bis 2004 leitete er dessen Ethikkomitee. Von 2004 bis 2018 lehrte er als „ständiger Gastprofessor“ an der Graduiertenschule für Philosophie der Assumption University in Bangkok.

## Berufliche Stationen
- 1975–1980 Wissenschaftlicher Assistent, Institut für Christliche Weltanschauung und Religionsphilosophie, Ludwig-Maximilians-Universität München
- 1980–1986 Akademischer Rat, Institut für Christliche Weltanschauung und Religionsphilosophie, Ludwig-Maximilians-Universität München
- 1986–1988 Senior Lecturer, Department of Religion and Philosophy, Hong Kong Baptist College
- 1988–1991 Principal Lecturer, Department of Religion and Philosophy, Hong Kong Baptist College
- 1991–2000 Director, Centre for Applied Ethics, Hong Kong Baptist University
- 1991–1995 Professor, Personal Chair of Religion and Philosophy, Hong Kong Baptist College [seit Januar 1994: Hong Kong Baptist University]
- 1995–2004 Chair Professor of Religion and Philosophy, Hong Kong Baptist University
- seit 2004 Regular Visiting Professor, Graduate School of Philosophy and Religion, Assumption University of Thailand, Bangkok

## Buchpublikationen (Auswahl)
- Theologie in der Gegenwart. Tendenzen und Perspektiven. Pustet Verlag, Regensburg 1978, ISBN 3-7917-0557-1.
- Neuzeitliche Subjektivität und Religiosität. Die religionsphilosophische Bedeutung von Heraufkunft und Wesen der Neuzeit im Denken Ernst Troeltschs. Pustet Verlag, Regensburg 1982, ISBN 3-7917-0734-5.
- Die Ursymbole in den Religionen. Styria Verlag, Graz 1987, ISBN 3-222-11732-2.
- Ethics in Business and Society: Chinese and Western Perspectives (Hrsg.). Springer Verlag, Berlin etc. 1996, ISBN 3-540-60773-0.
- Changing Nature’s Course: The Ethical Challenge of Biotechnology (Hrsg. mit James P. Buchanan). Hong Kong University Press, Hong Kong 1996, ISBN 962-209-403-1 - Google
- Bioethics and Personhood. [The Kennedy Institute of Ethics Journal, Band 9/4, 1999], ISSN 1054-6863.
- The Moral Status of Persons: Perspectives on Bioethics (Hrsg.). Editions Rodopi, Amsterdam/Atlanta 2000, ISBN 978-90-420-1201-1 - Google

## Aufsätze (Auswahl, seit 2002)
- The Ethics of Prenatal Screening and the Search for Global Bioethics. In: Julia Tao Lai Po-wah (Hrsg.): Cross-Cultural Perspectives on the (Im)Possibility of Global Bioethics. Kluwer Academic Publishers, Dordrecht 2002, S. 105–130.
- Moral Education in China and the 'West". Ideals and Reality in Cross-cultural Perspective. In: Karl-Heinz Pohl und Anselm W. Müller (Hrsg.): Chinese Ethics in a Global Context: Moral Bases of Contemporary Societies. Sinica Leidensia LVI, Brill, Leiden, October 2002, S. 245–278.
- Ethical Issues in the Modernization of China. [polnische Übersetzung: Etyczne problemy moderniyacji Chin. In: Karin Tomala (Hrsg.): China: Social and Political Development at the Threshold of the 21st Century], [Chiny: Rozwoj Spoleczenstwa i Panstwa na przelomie XX i XXI wieku]. Trio Publishers, Warsaw 2003, S. 49–94.
- Chinese Ethics and Human Cloning: A View from Hong Kong. In: Heiner Roetz (Hrsg.): Cross-Cultural Issues in Bioethics. The Example of Human Cloning. Rodopi, Amsterdam/New York 2006, S. 107–139.
- Divided Loyalties: The Moral Basis of Peace in a Multicultural World of Conflict and Humiliation. In: Imtiyaz Yusuf und Lars Peter Schmidt (Hrsg.): Understanding Conflict and Approaching Peace in Southern Thailand. Konrad-Adenauer-Stiftung, Bangkok 2006, S. 240–280.
- Normative Relations: East Asian Perspectives on Biomedicine and Bioethic. In: Marcus Düwell (Hrsg.): Life Nature Contingency. Dordrecht: Kluwer/Springer 2008, 273–288.
- Vom langen Abschied des Homo Oeconomicus. Das defizitäre Leitbild neoliberaler Ökonomie und die Ethik des Respekts. In: Evangelium und Kultur. Festschrift Michael Sievernich Hg.  Mariano Delgado und Hans Waldenfels, Fribourg/Stuttgart: Academic Press/Kohlhammer Verlag, 2010, S. 299–314, ISBN 978-3-17-021240-4

## Festschrift
- Responsibility and Commitment. Eighteen Essays in Honor of Gerhold K. Becker. Edited by Tze-wan Kwan. Waldkirch: Edition Gorz 2008, ISBN 978-3-938095-10-2 -  Google